# Igor Vrablic
Igor Vrablic (né le 19 juillet 1965 à Bratislava en Tchécoslovaquie, aujourd'hui en Slovaquie) est un joueur de soccer international canadien d'origine slovaque, qui évoluait au poste d'attaquant.

## Biographie

### Carrière en sélection
Avec l'équipe du Canada, il dispute 35 matchs (pour 12 buts inscrits) entre 1984 et 1986. Il figure notamment dans le groupe des sélectionnés lors de la coupe du monde de 1986. Lors du mondial, il dispute un match face à la France et un match contre la Hongrie.
Il participe également aux JO de 1984, atteignant le stade des quarts de finale.